# Сенновское (озеро)
Сенновское (фин. Tarkkalanjärvi) — пресноводное озеро на территории Советского городского поселения Выборгского района Ленинградской области.

## Общие сведения
Площадь озера — 1,5 км², площадь водосборного бассейна — 30,8 км². Располагается на высоте 48,2 метров над уровнем моря.
Форма озера продолговатая: оно более чем на два километра вытянуто с северо-запада на юго-восток. Берега каменисто-песчаные, преимущественно возвышенные.
Из северо-западной оконечности озера вытекает река Величка, впадающая в озеро Пионерское, которое соединяется протокой с озером Александровским. Из последнего берёт начало река Гороховка, в свою очередь, впадающая в Выборгский залив.
С южной стороны в Сенновское впадает протока, вытекающая из Зеркального озера.
Вдоль северо-восточного берега озера проходит линия железной дороги Зеленогорск — Приморск — Выборг.
Населённые пункты вблизи водоёма отсутствуют.
Код объекта в государственном водном реестре — 01040300511102000009858.